# Gumboot Soup
Gumboot Soup trinaesti je studijski album australskog rock-sastava King Gizzard & the Lizard Wizard. Diskografska kuća Flightless objavila ga je 31. prosinca 2017. Peti je i zadnji album koji je skupina objavila 2017.

## O albumu
Stu Mackenzie izjavio je da Gumboot Soup sadrži pjesme koje se nisu mogle uklopiti u četiri prethodno objavljena albuma iz 2017. i dodao je kako je riječ o albumu koji je više usredotočen na pjesme od ostalih spomenutih uradaka. Spomenuo je i da je radio u božićno vrijeme te godine kako bi dovršio album prije kraja 2017.

## Popis pjesama
| 1.    | »Beginner's Luck«          | Stu Mackenzie, Ambrose Kenny-Smith | 4:25 |
| 2.    | »Greenhouse Heat Death«    | Mackenzie                          | 4:13 |
| 3.    | »Barefoot Desert«          | Kenny-Smith, Cook Craig, Mackenzie | 3:43 |
| 4.    | »Muddy Water«              | Mackenzie, Joey Walker             | 3:38 |
| 5.    | »Superposition«            | Walker                             | 3:35 |
| 6.    | »Down the Sink«            | Craig                              | 3:59 |
| 7.    | »The Great Chain of Being« | Mackenzie                          | 4:50 |
| 8.    | »The Last Oasis«           | Mackenzie, Kenny-Smith, Walker     | 3:34 |
| 9.    | »All Is Known«             | Mackenzie                          | 3:34 |
| 10.   | »I'm Sleepin' In«          | Mackenzie                          | 3:00 |
| 11.   | »The Wheel«                | Mackenzie, Kenny-Smith             | 5:37 |
| 44:08 |                            |                                    |      |

## Recenzije
| Recenzije     | Recenzije |
| Izvor         | Ocjena    |
| ------------- | --------- |
| AllMusic      | [ 2 ]     |
| The Fire Note | [ 6 ]     |
| Pitchfork     | 7,7/10    |
| Sputnikmusic  | 3,5/5     |

Tim Sendra u recenziji za AllMusic dao mu je četiri zvjezdice od njih pet i zaključio je: „Istina, riječ je o zbirci odbačenih pjesama, ali fascinantna je činjenica da zvuči kao kolekcija najvećih hitova koju čine potpuno oblikovane pjesme svirane s ljubavlju i čudnovatošću, a ne kao nedovršena hrpa ostataka.” Stuart Berman dao mu je 7,7 bodova od njih deset u recenziji za Pitchfork i napisao je: „Naziv kao što je Gumboot Soup mogao bi nagovijestiti da je riječ o aljkavoj kolekciji preostalih pjesama, ali na albumu se nalaze neke od najfinijih pjesama koje je ova skupina, pravi slon u prodavaonici porculana, dosad objavila. Na njemu ćete čuti odjeke ostalih albuma sastava objavljenih 2017.: zloslutne i ekološki osviještene parabole Flying Microtonal Banane, pretjerani motorik-metal Murder of the Universea, džez-opuštenost Sketches of Brunswick Easta i pastoralni prog Polygondwanalanda. No [Gumboot Soup] od svojih prethodnika razlikuje istaknuta uloga pop-umijeća i sažetosti.”

## Zasluge
| King Gizzard & the Lizard Wizard - Michael Cavanagh – bubnjevi (na svim pjesmama osim na pjesmi „I'm Sleepin' In”) - Stu Mackenzie – vokali (na 1., 2., 4., 7., 8., 9., 10. i 11. pjesmi); gitara (na 1., 2., 4., 7., 9. i 10. pjesmi); klavijatura (na 1., 3., 4., 6., 8., 10. i 11. pjesmi); bas-gitara (na 1. i 10. pjesmi); udaraljke (od 1. do 4. pjesme i od 9. do 11. pjesme); melotron (na 1., 3., 6., 8. i 10. pjesmi); flauta (na 1., 3., 4., 5. i 6. pjesmi); sintesajzer (na 2. i 7. pjesmi); saksofon (na 4., 5., 6. i 9. pjesmi); bubnjevi (na pjesmi „I'm Sleepin' In”); snimanje (1., 2., 4., 7., 8., 9., 10. i 11. pjesme); dodatno snimanje (od 2. do 6. pjesme); miksanje (3., 4., 6., 9., 10. i 11. pjesme) - Ambrose Kenny-Smith – vokali (osim na 2., 5. i 7. pjesmi); sintesajzer (na pjesmi „The Great Chain of Being”); usna harmonika (na 9. i 10. pjesmi); klavijatura (na pjesmi „All Is Known”) - Lucas Skinner – glasovir (na pjesmi „Beginner's Luck”); bas-gitara (na 2., 4., 7. i 9. pjesmi); klavijatura (na 8. i 11. pjesmi) - Cook Craig – gitara (na 2., 3., 6., 7. i 9. pjesmi); vokali (na 3. i 6. pjesmi); klavijatura (na 3. i 6. pjesmi); bas-gitara (na 3. i 6. pjesmi); melotron (na pjesmi „Down the Sink”); snimanje (3. i 6. pjesme - Joey Walker – gitara (na 2., 4., 5., 7. i 9. pjesmi); sintesajzer (na pjesmi „Superposition”); bas-gitara (na 5., 8. i 11. pjesmi); vokali (na pjesmi „Superposition”); udaraljke (na pjesmi „Superposition”); snimanje (pjesme „Superposition”); miksanje (2. i 5. pjesme) - Eric Moore – bubnjevi (na 7. i 9. pjesmi) | Ostalo osoblje - Michael Badger – miksanje (1., 7. i 8. pjesme) - Joseph Carra – mastering - Jason Galea – ilustracije, omot albuma - Jamie Wdziekonski – fotografija |

## Ljestvice
| Ljestvica (2018. – 2019.)        | Najviša pozicija |
| -------------------------------- | ---------------- |
| Australija                       | 6.               |
| Belgija (Flandrija)              | 154.             |
| Novi Zeland (Heatseekers Albums) | 6.               |
| SAD (Heatseekers Albums)         | 4.               |
| SAD (Independent Albums)         | 11.              |
| SAD (Top Album Sales)            | 76.              |